# Jean-Michel Hasler
Pour les articles homonymes, voir Hasler (homonymie).
 (mai 2010).
Si vous disposez d'ouvrages ou d'articles de référence ou si vous connaissez des sites web de qualité traitant du thème abordé ici, merci de compléter l'article en donnant les références utiles à sa vérifiabilité et en les liant à la section « Notes et références ».
Jean-Michel Hasler est un chef de chœur, chef d'orchestre, claveciniste et musicologue français né en 1945.

## Biographie
Jean-Michel Hasler a suivi des études de musicologie à Nancy, à la Schola Cantorum et à la Sorbonne, bénéficiant de la formation de Jacques Chailley en musicologie et d'Émile Leipp en acoustique. Il s'est orienté vers la musique baroque et en particulier le clavecin, en recevant l'enseignement de Ton Koopman. Formé à la direction chorale par de Pierre Cao, il devient professeur agrégé, puis fonde l'Ensemble baroque de Limoges, ensemble de réputation mondiale. Il est aussi le fondateur et le chef de la Camerata vocale de Brive, structure culturelle comportant des chanteurs amateurs de haut niveau, du Jeune chœur du Limousin, et de l'Ensemble Chronochromie, composé de professionnels,

## La Camerata vocale de Brive
Créée en 1982 par Jean-Michel Hasler, la Camerata vocale de Brive était un ensemble vocal à géométrie variable orienté vers le répertoire baroque. Elle a été invitée par le Festival de Sylvanès, le Festival de La Chaise-Dieu, le Festival Berlioz, le Festival Voix Romanes. Sous les coupoles de l'Institut, elle a reçu le Prix Liliane-Bettencourt de l'Académie des beaux-arts.

## Discographie
- André Campra, Les Festes vénitiennes, André Cardinal Destouches, Les éléments. Ensemble baroque de Limoges, dir. Jean-Michel Hasler. Lyrinx, Marseille, 1986, LYR CD 069.
- Claudio Monteverdi, La grande peste de Venise, Messe solennelle d'action de grâce, 1631. Camerata vocale de Brive, Escolania de l'Abbaye de Santa-Cruz del Valle de Los Caidos, Ensemble Pygmalion, John Hollowy, violon solo, Jean-Michel Hasler, direction. Festival de La Chaise-Dieu, 2001, 28/93, double CD.
- Jean-Sébastien Bach, Cantates de Mülhausen : Cantates BWV 131, BWV 106, BWV. Camerata vocale de Brive, dir. Jean-Michel Hasler. 1997-1998, CVB, 98-01.
- Padre Antonio Soler, Les Villancicos. Escolania de la Abadia de Santa Cruz del Valle de Los Caidos, dir. Jean-Michel Hasler. Jade, Abbaye de Sylvanès, JACD1221.85 SM61.